# Lago di Traiano
Lago di Traiano este o arie protejată (arie de protecție specială avifaunistică — SPA) din Italia întinsă pe o suprafață de 63 ha, integral pe uscat.

## Localizare
Centrul sitului Lago di Traiano este situat la coordonatele 41°46′49″N 12°15′45″E / 41.780187°N 12.262629°E.

## Înființare
Situl Lago di Traiano a fost declarat arie de protecție specială avifaunistică în noiembrie 1998 pentru a proteja 6 specii de animale.

## Biodiversitate
Situată în ecoregiunea mediteraneană, aria protejată nu include niciun habitat protejat.
La baza desemnării sitului se află mai multe specii protejate de  păsări (6): pescăruș albastru (Alcedo atthis), egretă mare (Ardea alba), rață roșie (Aythya nyroca), egretă mică (Egretta garzetta), pescăruș-cu-cap-negru (Larus melanocephalus), chiră de mare (Thalasseus sandvicensis).
Pe lângă speciile protejate, pe teritoriul sitului au mai fost identificate 1 specie de nevertebrate.